# جيري ستوري
جيري ستوري (بالإنجليزية: Gerry Storey)‏ (1936 ببلفاست في المملكة المتحدة - ) هو ملاكم بريطاني.